# Bonellie verte
Bonellia viridis
Espèce
La Bonellie verte, ver de Bonelli ou ver hérissé (Bonellia viridis) est un ver marin échiurien de la famille des Bonelliidae, au remarquable dimorphisme sexuel.

## Description et caractéristiques
Ce sont de petits vers détritivores au corps globuleux, de couleur généralement vert foncé. On ne peut le plus souvent en voir que l'extrémité de la trompe, qui se sépare en un T ou un Y caractéristique. Celle-ci sert à récolter de la nourriture, et peut se rétracter rapidement si elle est dérangée. La peau de la Bonellie produit un mucus bactéricide nommé « bonellide ».

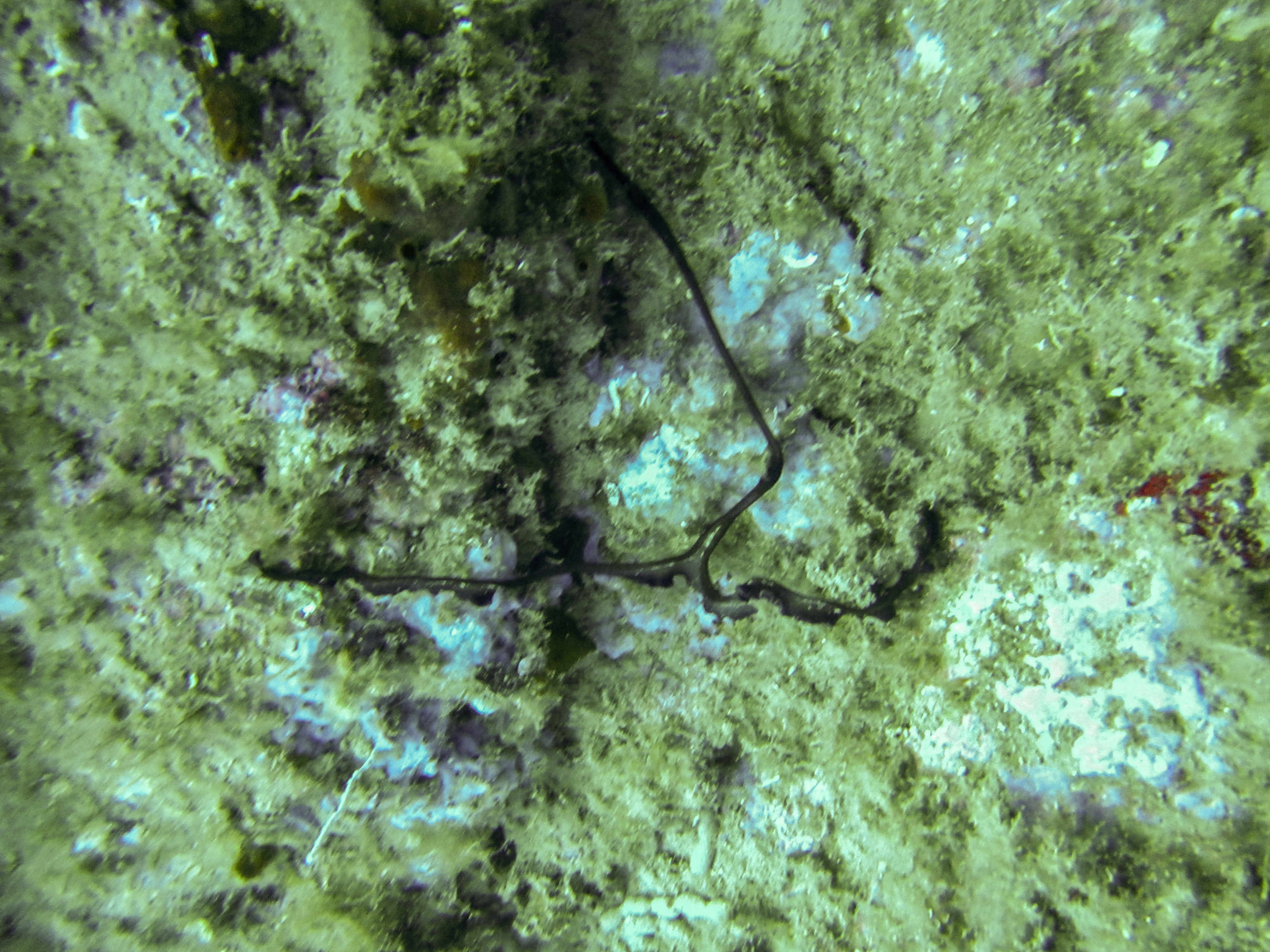
Trompe caractéristique.
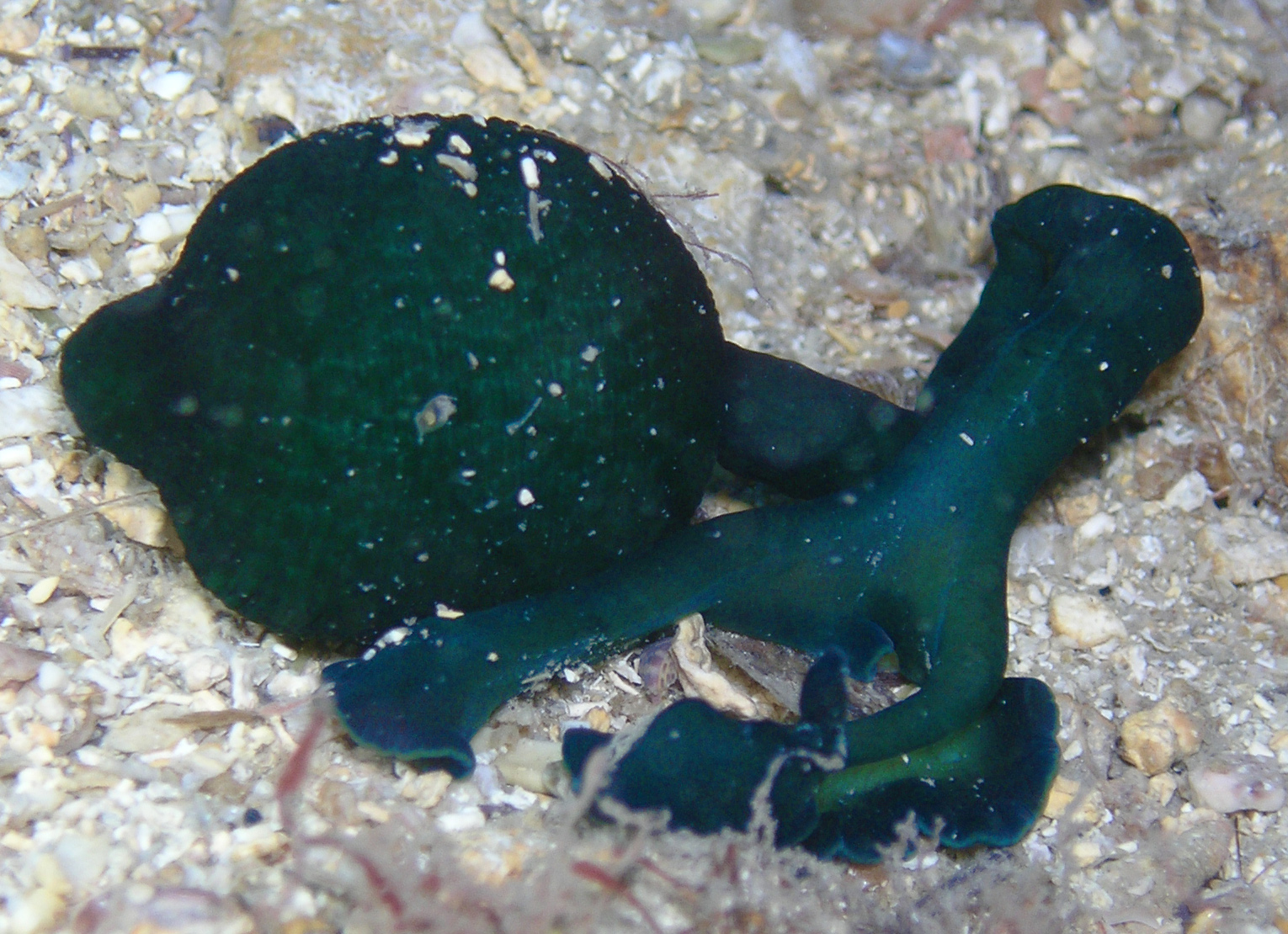
Bonellie femelle entière, rétractée.

## Habitat
La femelle vit enfouie dans le sable (au risque d'être dévorée par une mourine) ou dans des anfractuosités. On en trouve des premiers mètres à plus de 100 m de profondeur.

## Dimorphisme sexuel
La bonellie verte représente un cas de dimorphisme sexuel extrême. En effet, il faut deux ans à la bonellie femelle pour devenir adulte et acquérir une taille de 1 m, alors que le mâle au stade adulte ne dépasse pas quelques millimètres. La bonellie n'a pas de chromosomes sexuels : si la larve se fixe seule, l'individu sera de type femelle. Si la larve se fixe sur une trompe de femelle, l'individu, encore à l'état larvaire, se masculinise  : son avenir est d'être aspiré par la trompe de la femelle et d'être placé dans son gynecée où il fécondera les œufs qu'elle pondra.